# Kniha Ezdráš
Kniha Ezdráš je knihou Starého zákona a hebrejské bible. Zachycuje události spojené s koncem babylónského zajetí. Původně byla chápána jako jeden celek společně s knihou Nehemjáš, avšak Vulgata řadí tuto knihu jako 1. knihu Ezdrášovu a Nehemjáše jako 2. knihu Ezdrášovu.
Kniha se skládá ze dvou hlavních částí. První z nich vypráví o prvním návratu z exilu na začátku vlády Kýra Velikého (536 př. n. l.) a o rekonstrukci jeruzalémského chrámu za vlády Dareiovy (515 př. n. l.). Druhá část pak hovoří o Ezdrášově reformě za vlády Artaxerxovy (kolem roku 456 př. n. l.). Události zachycené v knize Ezdráš tak pokrývají období zhruba osmdesáti let.
Existují také apokryfní 3. kniha Ezdrášova a 4. kniha Ezdrášova.